# Brněnský velodrom
Brněnský velodrom – tor kolarski w Brnie, w Czechach. Został otwarty 21 lipca 1889 roku, co czyni go najstarszym istniejącym dotąd torem kolarskim w Europie. Obiekt jest częściowo zadaszony (dach pokrywa trybuny oraz tor kolarski, pozostawiając przestrzeń wewnątrz toru odkrytą). Pojemność trybun wynosi 14 000 widzów, a długość toru kolarskiego to 400 m. Obiekt wykorzystywany jest przez klub TJ Favorit Brno.
Tor kolarski został ufundowany przez Viktora Arnolda Jakoba Bauera, właściciela cukrowni, przy której wybudowano obiekt. Jego uroczyste otwarcie miało miejsce 21 lipca 1889 roku. Pierwotnie tor był gliniany, z nawierzchią z mączki ceglanej. Wnętrze obiektu wykorzystywano do uprawiania lekkiej atletyki i gry w piłkę nożną. W latach 20. XX wieku w pobliżu toru powstały budynki Targów Brneńskich. W 1951 roku dokonano wymiany toru na asfaltowy. W 1957 roku tor wymieniono z kolei na betonowy. W tamtym czasie z obiektu zaczął korzystać klub TJ Favorit Brno. W latach 1967–1969, w związku z organizacją mistrzostw świata w kolarstwie torowym, obiekt został przebudowany, m.in. wykonano zadaszenie trybun i toru. W 1969 roku na torze rozegrano część konkurencji mistrzostw świata (pozostałe konkurencje odbyły się w Antwerpii). Po raz drugi mistrzostwa świata odbyły się na torze w 1981 roku (tym razem obiekt gościł już wszystkie konkurencje). W latach 90. XX wieku dokonano wymiany betonowej nawierzchni toru. Obiekt wykorzystywany jest również do organizacji koncertów, wystąpili na nim m.in. Linkin Park, Lenny Kravitz i Bryan Adams.